# マクロスクルセイド
マクロスクルセイド（Macross Crusade）は、「マクロスシリーズ」をテーマとしたトレーディングカードゲーム（TCG） 。バンダイより発売されているクルセイドシステムカードシリーズのひとつ。

## 概要
「サンライズクルセイド」に続くクルセイドシリーズの第2作。マクロスシリーズ作品全般を扱うカードゲームは本作が初となる。後に『劇場版 マクロスF』は「ヴァイスシュヴァルツ」（ブシロード）に参加している。
カードのデザインはマクロスの世界観をフィーチャーしており、表面の左と下にはマクロスの主砲とダイダロスがあしらわれている。裏面は板野サーカスの乱舞するミサイルをイメージしている。カードの絵柄にはアニメ本編のカットや版権イラストのほか、美樹本晴彦、江端里沙、天神英貴らによる描き下ろしイラストを使用している。

## ゲームシステム
カードは「ユニット（メカ）」「キャラクター（登場人物）」「コマンド（特殊効果）」の3種類があり、ユニットとキャラクターには戦闘能力（格闘力・射撃力・防御力）が記されている。ゲームは2人対戦方式で、プレイヤーはカード50枚でデッキ（本国）を構成する。ゲーム開始時に6枚を手札とし、ターンごとにデッキから1枚を引いて手札に加えていく。1ターン4つのフェイズ（行動）で攻撃や防御を行い、これを交互に繰り返して、相手のデッキを0枚にしたほうが勝者となる。手札の使用には指定された色と数値（国力）が必要であり、3種類のカードの組み合わせ次第で戦闘能力が変化するため、手駒を活用する戦略性が必要となる。
クルセイドシリーズ共通ルールを採用しているので、クロスフォーマットの試合では他シリーズとの混合デッキを構成することもできる。さらに「マクロスシリーズ」ならではの特徴としてバルキリーの3段変形をルールで再現している。また、コマンドカードの中には「歌」カードが含まれている。

## 参加作品
製作発表順に表記する。
- 超時空要塞マクロス
- 超時空要塞マクロス 愛・おぼえていますか
- 超時空要塞マクロス Flash Back 2012
- 超時空要塞マクロスII -LOVERS AGAIN-
- マクロスプラス
- マクロス7
- マクロス ゼロ
- マクロスF
- 劇場版マクロスF 虚空歌姫〜イツワリノウタヒメ〜
- 劇場版マクロスF 恋離飛翼〜サヨナラノツバサ〜
- マクロスFB7 オレノウタヲキケ!
- マクロス30 銀河を繋ぐ歌声
- マクロスΔ

## 色
- 青
  - 超時空要塞マクロス
  - 超時空要塞マクロス 愛・おぼえていますか
  - 超時空要塞マクロス Flash Back 2012
  - マクロス7
  - マクロスゼロ
  - マクロス△
- 緑
  - 超時空要塞マクロスII -LOVERS AGAIN-
  - マクロスプラス
  - マクロスF
  - 劇場版マクロスF 虚空歌姫〜イツワリノウタヒメ〜
  - 劇場版マクロスF 恋離飛翼〜サヨナラノツバサ〜
  - マクロス30 銀河を繋ぐ歌声

## ラインナップ
ゲームプレイに最低限必要な用具を揃えたセットアップスターターと、1パック10枚入りのブースターパックが発売されている。ブースターパックにはレアもしくはメタル加工のカードが1枚封入されている。また、マクロスシリーズ関連の雑誌やタイアップ企画には、非売品カードが付属している。

### セットアップスターター
- 2009年6月発売。
- ビジュアルプレイシート1枚、攻略記事付きルールブック、チップシート1枚、カード50枚、インデックスのセット商品。
- ブースターパックにはない専用カード（うち2枚はメタルレア仕様）を封入。

### ブースターパック
第1弾〜銀河を駆ける歌声〜
2009年6月発売。10枚入り。
『超時空要塞マクロス』『超時空要塞マクロス 愛・おぼえていますか』『マクロスF』が参戦。
全85種（コモン40種、アンコモン20種、レア16種、メタルレア8種、ギャラクシーレア1種）
第2弾〜空と炎の凱歌〜
2009年9月発売。10枚入り。
『マクロスプラス』『マクロス7』が新規参戦。
全85種（コモン40種、アンコモン20種、レア16種、メタルレア8種、ギャラクシーレア1種）
劇場版特別パック〜the Best of F〜
2009年12月発売。10枚入り。
『劇場版マクロスF 虚空歌姫〜イツワリノウタヒメ〜』公開記念特別パック。『マクロスF』TV版・劇場版前編のみ。
全61種（コモン24種、アンコモン18種、レア12種、メタルレア6種、ギャラクシーレア1種）＋イラスト違いパラレルカード2種
第3弾〜戦慄の輪舞曲〜
2010年3月発売。10枚入り。
『マクロス ゼロ』が新規参戦。
全55種（コモン24種、アンコモン12種、レア12種、メタルレア6種、ギャラクシーレア1種）＋メタルパラレル6種・ギャラクシーパラレル1種
第4弾〜幻影の音楽譚（バラード）〜
2011年4月発売。10枚＋インデックス入り。
『超時空要塞マクロスII -LOVERS AGAIN-』『劇場版マクロスF 恋離飛翼〜サヨナラノツバサ〜』が新規参戦。
全80種（コモン27種、アンコモン24種、レア20種、メタルレア8種、ギャラクシーレア1種）＋メタルパラレルレア8種・パラレルギャラクシーレア1種
本弾以降、裏面のデザインは「マクロスクルセイド」から「クルセイドシステム」の共通デザインへと変更された。
第5弾〜時空の戦慄〜
2011年9月発売。10枚＋インデックス入り。
『超時空要塞マクロス Flash Back 2012』が新規参戦。
全80種（コモン27種、アンコモン24種、レア20種、メタルレア8種、ギャラクシーレア1種）＋メタルパラレル8種
第6弾〜超時空の歌姫〜
2012年10月発売。10枚＋インデックス入り。
全91種（コモン40種、アンコモン27種、レア15種、メタルレア8種、ギャラクシーレア1種）＋メタルパラレル8種
第7弾〜超時空の歌い手達〜
2014年5月発売。10枚＋インデックス入り。
『マクロス30 銀河を繋ぐ歌声』が新規参戦。
全91種（コモン40種、アンコモン27種、レア15種、メタルレア8種、ギャラクシーレア1種）＋メタルパラレル8種
Δ1弾 トライアングルギャラクシー
2016年4月発売。10枚＋インデックス入り。
『マクロス△』が新規参戦。
全63種（コモン24種、アンコモン18種、レア12種、メタルレア8種、ギャラクシーレア1種）＋メタルパラレル8種・ギャラクシーレアパラレル1種
Δ2弾 飛翔する女神
2016年8月発売。10枚＋インデックス入り。
全71種（ノーマル45種、レア15種、メタルレア10種、ギャラクシーレア1種）＋メタルパラレル10種・ギャラクシーレアパラレル1種
Δ3弾 歌姫たちのWinter★Party!
2016年12月発売。10枚＋インデックス入り。
全63種（ノーマル42種、レア12種、メタルレア8種、ギャラクシーレア1種）＋メタルパラレル8種・ギャラクシーレアパラレル1種

### デッキセット
構築済みデッキセット
2013年4月発売。
『マクロスFB7』が新規参戦。
カード50枚+サイドボード用6枚（全31種）+A3スタートアップシート。

### 非売品アイテム
マクロス・クロニクル
2009年発行のNo.25に限定カード1種、No.26に限定プレイシート1枚が付属した。
マクロスエース
2009年発行のvol.002に限定カード1種が付属した。
ファミマ.com
2011年10月発売の『劇場版マクロスF 恋離飛翼〜サヨナラノツバサ〜』のDVD/ブルーレイソフトを予約購入すると、特典としてプロモーションカード2種が付属した。2011年11月発売のDVD/ブルーレイソフト『超時空スーパーライブ cosmic nyaan コズミック娘（ニャーーーン）』にも、同様の特典としてカード1枚が付属した。
ロッテリア
『劇場版マクロスF 恋離飛翼〜サヨナラノツバサ〜』のDVD/ブルーレイソフト発売タイアップキャンペーンとして、限定セットにプロモーションカード1枚（全4種）が付属した。